# Kadelburg (Küssaberg)
Kadelburg ist ein Ortsteil der baden-württembergischen Gemeinde Küssaberg im Klettgau im Landkreis Waldshut. Die 1832 gebaute Bergkirche ist die Kirche „der ältesten evangelischen Gemeinde im badischen Oberland.“ Der Ortsteil hatte 2022 2015 Einwohner.

## Lage und Bedeutung

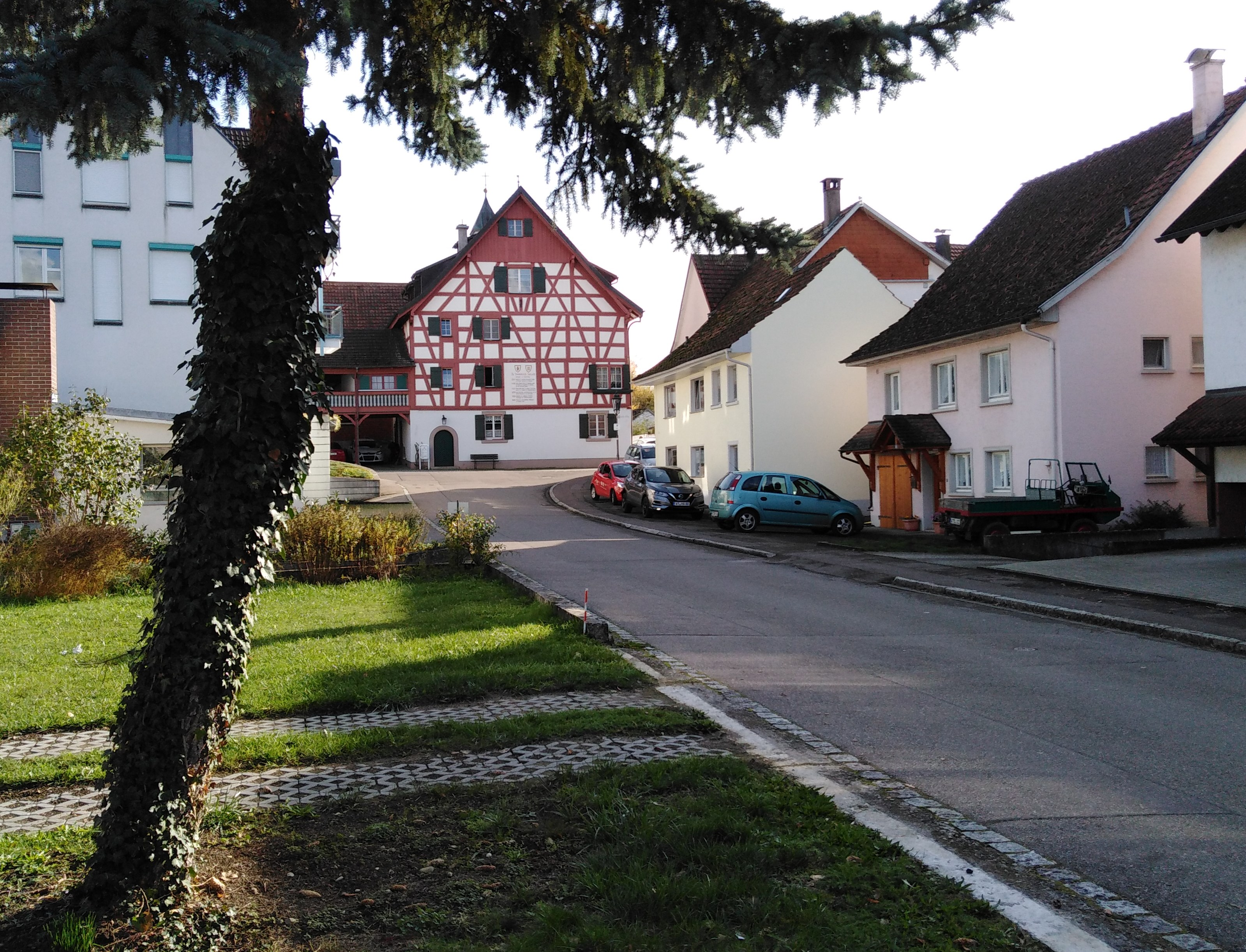
Im Ortskern nahe dem Hochrhein

Kadelburg am nördlichen Ufer des Hochrheins liegt in einer halbkreisförmigen Ebene, die durch das bogenförmige Zurücktreten des ufernahen Ausläufers einer Hügelkette des Randen gebildet wird. Diese Niederung beginnt östlich bei Reckingen und endet wieder bei Ettikon. Das Gebiet wird heute von der Gemeinde Küssaberg eingenommen.
Kadelburg liegt im westlichen Bereich der Niederung und war eine „im Geschehen der Jahrhunderte bedeutende Siedlung.“ Die Namensgebung als ursprünglicher Hinweis auf Bedeutung wurde in der Heimatforschung konträr diskutiert, doch spricht viel dafür, dass der Ort mit der günstigen Fährverbindung über den Hochrhein (durch die nachfolgende Aufstauung durch den Laufen) schon in keltischer Zeit mit einer Wallburg abgesichert war. Unter den Römern verlagerte sich die Hauptverbindung durch den Brückenbau von Zurzach zum Rheinheimer Brückenkopf mit der Heeresstraße über Bechtersbohl, doch nach dem Andrängen der Alamannen könnten diese wieder ein eigenes Zentrum auf dem Burgberg „Bürglen“ in Opposition zur römischen Rheinlinie eingerichtet haben.
Da die römischen Brücken ab dem 5. Jahrhundert vermutlich zerstört oder verfallen waren, gewann die Fähre wieder an Bedeutung und auch in den späteren Jahrhunderten sprechen die Überlieferungen von einer wirtschaftlich und politisch dominierenden Ortschaft, insbesondere durch die engen Beziehungen zu Zurzach. Erst die völlige Zerstörung im Schwabenkrieg 1499 und mit dem Aufschwung, den Rheinheim als Verwaltungszentrum des Klosters Rheinau nahm, werden die Orte auch im Rahmen ihrer religiösen Gegensätzlichkeiten in ein Gleichgewicht geraten sein. Dies wurde auch in der Gemeindefusion 1973 noch berücksichtigt, indem das moderne Verwaltungszentrum zwar auf Rheinheimer Gemarkung erbaut, doch nach Kadelburg ausgerichtet wurde.
Im Detail siehe: Frühgeschichte von Kadelburg

## Dorfleben
Die Gemeinderäte von Kadelburg mit Ettikon sowie die der anderen Küssaberg-Orte (mit Ausnahme von Bechtersbohl) stimmten am 4. und 5. Dezember 1972 der Fusion zur Gesamtgemeinde Küssaberg zu, die am 1. Januar 1973 in Kraft trat. In Anbetracht seiner Größe erhielt Kadelburg/Ettikon mit 6 Gemeinderäten doppelt bzw. dreifach so viele Sitze wie die anderen Orte.
- In Kadelburg gibt es mehrere Gaststätten, zwei Musiklokale, einen türkischen Imbiss, auch noch Einzelhandel, einen Bauernladen, drei Discounter an der Peripherie und die Filiale einer Handelskette in der Ortsmitte. Dazu Volksbank und Sparkasse. Die Ortsmitte befindet sich in der Planung zur Neugestaltung. Bis 1980 befand sich noch ein Bauernhof mit Großviehhaltung mitten im Dorf.

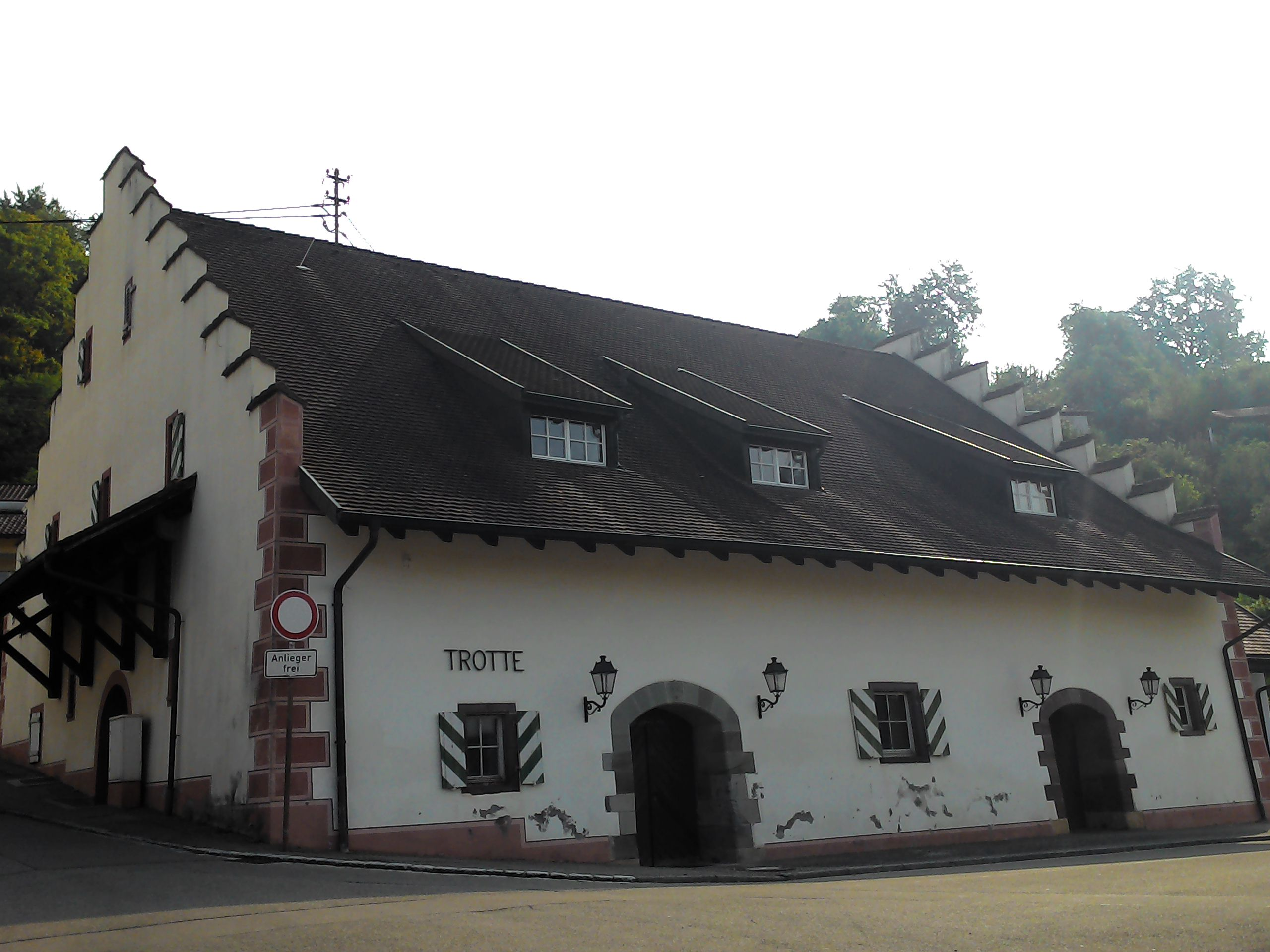
Die Trotte erinnert an die ehemals reiche Weinbaugegend

Die Gemeinde Küssaberg investiert 2020 „für das laufende Landessanierungsprogramm, das im Ortsteil Kadelburg greift, 1,7 Millionen Euro. […] Weitere 1,5 Millionen Euro gehen zugunsten der Planung und Gestaltung für die neue Ortsmitte Kadelburg.“
Vereine und Aktivitäten

Gemeinschaftseinrichtung für Vereine und Veranstaltungen ist die ehemalige „Trotte“. Ortsbezogene Vereine sind der Musikverein, der Turnverein und der Narrenverein „Kadelburger Fergen“. Zum Gewerbegebiet hin befindet sich ein Polo-Platz.
- Die Ortschaft ist auch Standort des Bürgerschaftsprojektes „Wohnen im Alter“, das die Gemeinde zusammen mit der Bürgergemeinschaft in Kadelburg umsetzt. Dafür sind insgesamt 4,4 Millionen Euro geplant, eine Million wurde bereits verbaut, 2,2 Millionen kosten Planungen und Verbauungen 2020.[6]

- In Kadelburg befindet sich die zentrale Grundschule der Gemeinde Küssaberg, der Kindergarten „Wirbelwind“ sowie der Evangelische Natur- und Waldkindergarten. Eine Aktivität der Evangelischen Gemeinde ist auch das Kinderbistro, für das drei Küchenteams jeden Dienstag für mittlerweile gut 50 Kinder und oft einige weitere Besucher ein Mittagessen im Dietrich-Bonhoeffer-Haus kochen.

Kultur und Bildung

- Die Bücherei befindet sich im ersten Stock des alten Rathauses (dienstags von 17 bis 18.30 Uhr).

- Zur Zeit erstellt der Heimat- und Familienforscher Friedrich Mensing ein Ortsfamilienbuch mit Informationen über die Geschehnisse im Ort. Erfasst hat Mensing über 15.000 Personen, die zwischen 1550 und 1950 in Kadelburg gelebt haben.

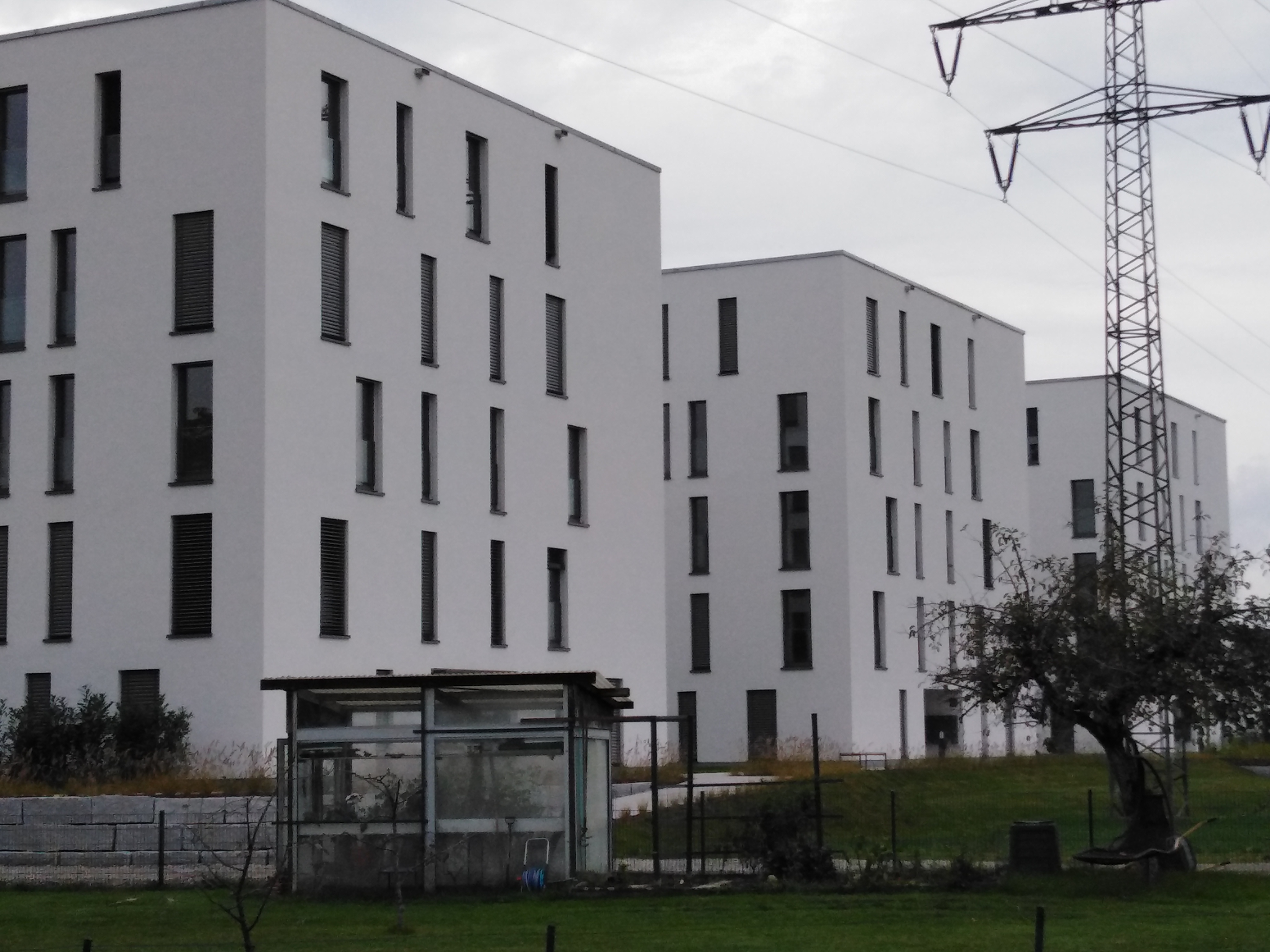
Neubaugebiet Neunschwanz

- Silvia Carmen Baumgartner aus Kadelburg veröffentlichte im Dezember 2019 das Buch „Die ausgeklammerten Jahre“ über den Zeitraum 1933 bis 1935. „Es soll noch Fortsetzungen bis 1945 geben.“[7]

Am westlichen Dorfrand entstand das Wohngebiet „Neunschwanz“ mit so genannten ‚Stadthäusern‘. „Im Urbar von 1752 steht: ... der Nüschwantz, antea genannt Müsschwantz […] der Neunschwanz wird also zu Mäuseschwanz. […] Schwanz ist auch eine langgestreckte Flur.“

### Wirtschaft und Verkehr
Kadelburg liegt an der Landstraße 161 Süd, eine viel befahrene West-Ost-Verbindung. Vom ersten Kreisverkehr westlich zweigt die Landstraße 162 nach Lauchringen ab. Auf der Ortsdurchfahrt wird „täglich mit bis zu 12.000 Fahrzeugen“ gerechnet. Anfang Dezember 2019 sprach sich der Gemeinderat „für die Aufstellung eines qualifizierten Lärmaktionsplanes“ mit dem Ziel eines Tempolimits aus.

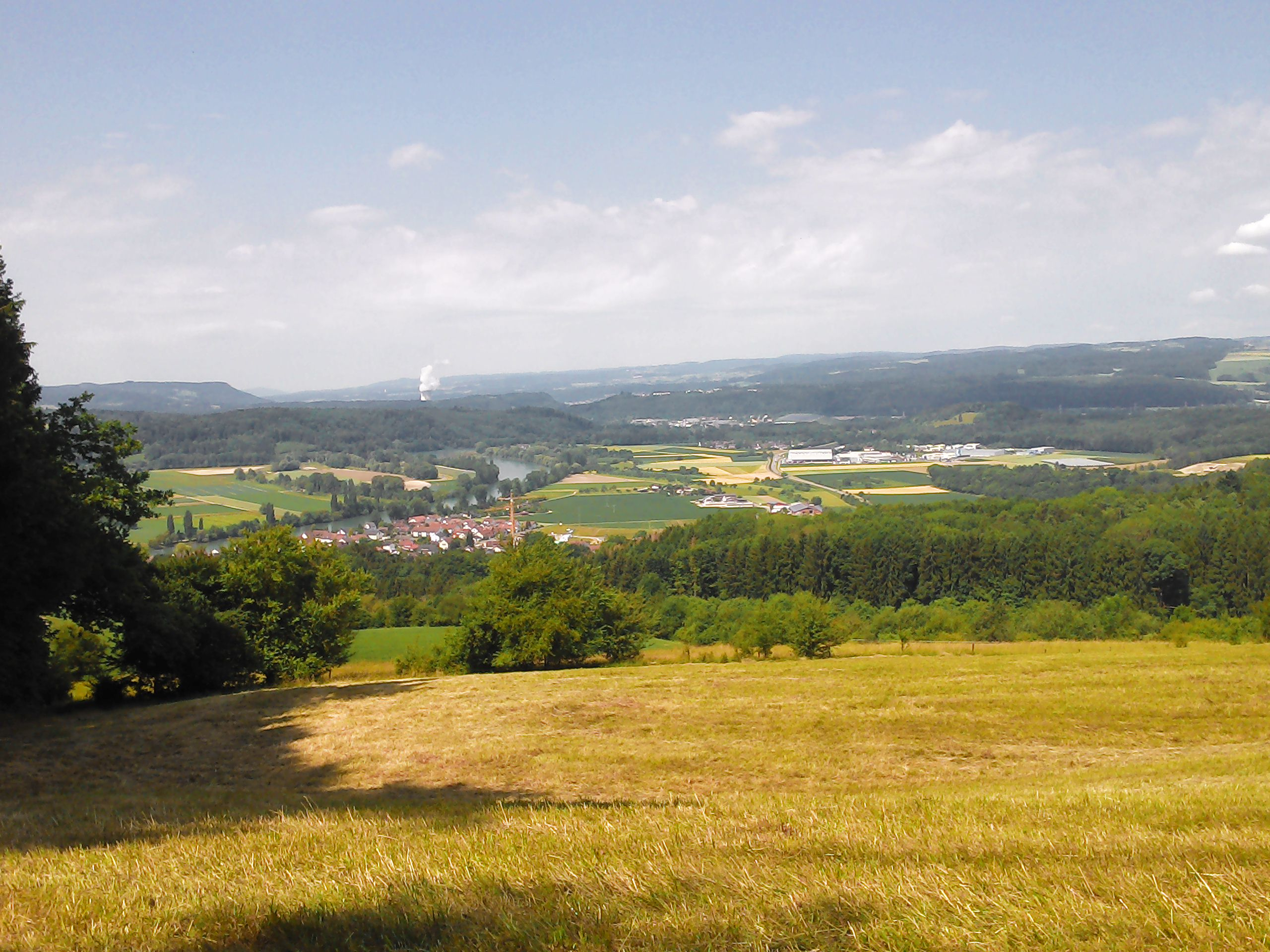
Blick nach Westen mit Gewerbegebiet. Im Hintergrund das Kernkraftwerk Leibstadt

- Zum Jahresende 2019 wurde auf dem neuen Kreisel der L 161 am Ortsausgang Richtung Gewerbegebiet von Küssaberger Kunstschmieden und Metallbauern ein Weidling aus dem witterungsbeständigen Cortenstahl aufgestellt. Ein Weidling ist ein flaches Boot mit zwei stehenden Ruderern, mit dem auch schwere Lasten transportiert werden können. Er wurde schon von den Kelten benutzt. „Das Kunstwerk soll an die jahrhundertelangen Fährbeziehungen zwischen Kadelburg und Barz-Zurzach erinnern.“[10]

Westlich in Richtung der Ortschaft Homburg, die zur Gemarkung von Waldshut-Tiengen zählt, liegen der Recyclinghof des Landkreises und das Küssaberger Gewerbegebiet „Unter Greut“, das von der Feinwerktechnik Hago GmbH, einem Unternehmen der Maschinenbaubranche dominiert wird. Hier befinden sich noch zahlreiche, kleinere Betriebe und Werkstätten.
- In Kadelburg besteht ein Campingplatz. Auf der Schweizer Rheinseite befindet sich die Barzmühle, die mit der Fähre Zurzach–Kadelburg erreicht werden kann.

## Alte Geschichte
Bronzezeitliche Grabhügel befinden sich nach E. Gersbach im Umfeld von Ettikon und Homburg.

### Keltische Vorgeschichte?
Nach Angaben des Küssaberger Heimatforschers Emil Müller-Ettikon, der vom keltischen Ursprung des Ortes ausgeht, befand sich das eigentliche Festungswerk östlich des Wohngebiets Rheinhöhe im Gewann Eckhau und war in den 1960er Jahren noch eindeutig als von Menschenhand gemacht erkennbar, wurde aber durch den Bau der Straße nach Dangstetten und landwirtschaftliche Nutzung stark verändert. In einer LIDAR-Aufnahme des Landesdenkmalamtes ist die Anlage noch ansatzweise erkennbar:

„Die alte Keltenburg liegt oberhalb des Außerdorfes im Egghau. Es war keine Höhenburg, wie sie ursprünglich von den Kelten angelegt wurde, sondern eine sogenannte ‚Viereckschanze‘. Zwischen Egg-Graben und einem der Löcher, zu denen auch das ‚Chaibeloch‘ zählt, erhebt sich etwa achtzig Meter im Geviert ein Plateau, das nicht allein von der Laune der Natur geschaffen scheint. Die Schlucht des Egg-Graben im Westen und der tiefe, schluchartige Einschnitt im Osten, so wie auch die Rheinuferböschung gen Süden verraten die ändernde, nachhelfende Hand des Menschen. Nur von einem Abschluss dem Berge zu ist keine Spur zu erkennen. Ist dort der Graben mit dem Wall aufgeschüttet worden, oder war dort nur ein Astverhau?“

- Aktuell sollen an der östlichen Seite des „Eckhau“ (heutige Schreibweise), am „schluchtartigen Einschnitt“, „acht Mehrfamilienhäuser mit 26 Wohneinheiten entstehen.“ Gegen den Plan haben Anwohner eine „Interessengemeinschaft“ gegründet.[12]

„Die Südwestecke der Burg ist durch den Bau der Straße nach Dangstetten zerstört. Und nun wird der Egg-Graben als Schuttabladeplatz benützt. Man will die scharfe Straßenkurve beseitigen, und abermals muß das alte Erdwerk leiden. […] Steht man an der Südostecke der alten Festung, so erkennt man, daß kein besserer Ort gewählt werden konnte, um den Rheinlauf von Zurzach her im Auge zu haben.“
Müller-Ettikon weist die alten Kadelburger dem Stamm der Latobriger zu, die als Teilverband der keltischen Helvetier unter dem Druck von Germanen („dem Suebenkönig Ariovist“) 52 v. Chr. die gemeinsame Auswanderung nach Gallien versuchten. Sie wurden von Caesar in der Schlacht bei Bibracte geschlagen und mussten zurückkehren.

### Namensgebung
Emil Müller-Ettikon ging bei Kadelburg als keltischer Gründung von der Silbe „Cad“ aus, das so viel wie Gefäß bedeute und „die Angelsachsen […] gebrauchten für Schiff. Im alten Niederdeutschen wurde eine Verkleinerungssilbe angehängt und Wort kedel ebenfalls für Schiff verwendet. […] Der erste englische Dichter heißt Cadmon, was nichts anderes als Fährmann besagt. Demnach bedeutet Kadelburg nichts anderes als ‚Fährburg‘.“ In der Forschung findet sich jedoch kein Hinweis, der die Annahme von Emil Müller-Ettikon bestätigt, siehe: Cadmon.
Etwa im gleichen Zeitraum, 1969, befasste sich der Frühzeit-Forscher Egon Gersbach ebenfalls mit der Namensgebung:

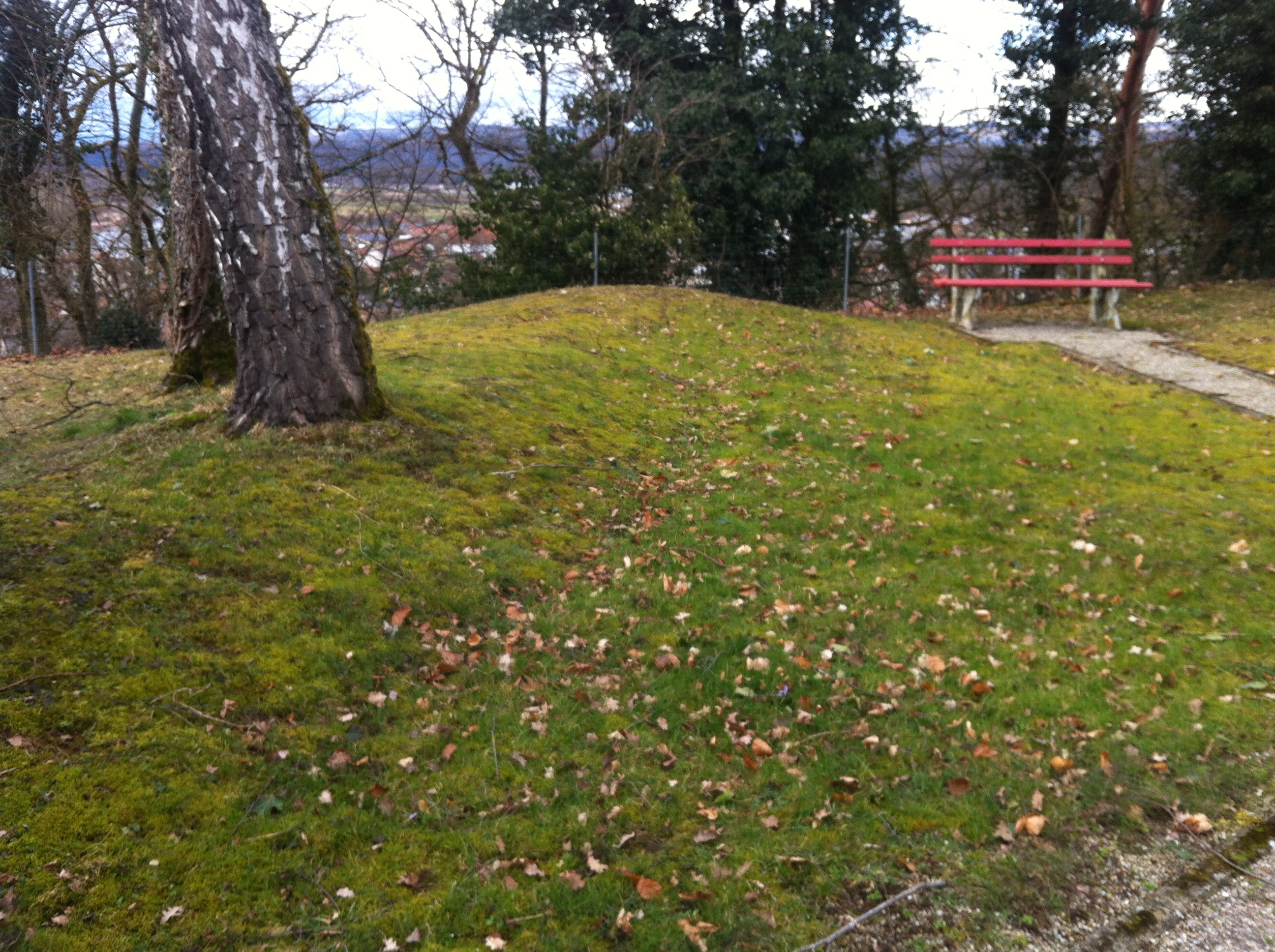
Rest des Walles der frühgeschichtlichen Anlage

Er geht jedoch nicht von einer ausgedehnten Anlage („Egghau“) wie Müller-Ettikon aus, sondern nur von der „kleinräumigen Abschnittsbefestigung in Winkellage auf einem Hochplateau über Kadelburg“, auf dem „hier am ehesten der befestigte Hof eines (alamannischen?) Edelherren gestanden haben (könnte), der von den Merowinger- oder Karolingerkönigen konfisziert worden ist.“

„Der Ort erscheint erstmals urkundlich in Schenkungen König Karls III. an das Kloster Reichenau 876 bzw. 881 als Kadilburck. […] Eine solche Benennung setzt aber die Burg eines Adligen namens „Kadil“ voraus. Da sie für die Siedlung zu ihren Füßen namensgebend geworden ist, muß das Gründungsdatum der Burg entschieden früher liegen als die Quellennachricht.“

Zur Topographie und den Befunden zur einstigen Befestigung siehe: Wallburg Kadelburg
Die in der Literatur anzutreffende Darstellung, der Name würde sich von „Kadoltesburg“ ableiten, wird von Gersbach zurückgewiesen: „Für die Schreibweise Kadoltesburg, die seit 876 in Schenkungen an das Kloster Rheinau vorkommen soll, konnte ich sowenig einen Beleg finden wie für die Schenkungen selbst.“
Gersbach schreibt, dass „zwischen der Burg und dem alamannischen Gräberfeld zu Füßen direkte Beziehungen stehen (könnten).“ (E. Gersbach: Urgeschichte, Anm. 106, S. 209):

### Befunde der Alamannenzeit
Während die Römer nach der Einrichtung des Lagers bei Dangstetten beim Rheinübergang 15 v. Chr. – fehlenden Funden gemäß – keine Interesse an einer Bebauung besaßen (über einen Wachturm auf der Anhöhe wird spekuliert) oder die keltische Befestigung zerstörten wie beim in der Rheinschleife bei Rheinau gelegenen Oppidum aufgrund der Gleichzeitigkeit der Ereignisse angenommen wird, finden sich archäologische Hinweise in Kadelburg erst wieder in der Zeit der alamannischen Landnahme im 6. Jahrhundert.
„Schon 1829 wurden unter den Kellern des Schulhauses Grabstätten entdeckt. 1901 wurden beim Umbau der Schule viele Skelette mit Beigaben gefunden. Ein roter Teller von roher Terra Sigillata, eine Sprossenfibel von Silber mit Vergoldung, zwei silberne Ohrringe, Stücke eines dünnen Bronzearmringchens und eine Anzahl Tonperlen sind im Landesmuseum Karlsruhe. Es handelt sich hier ohne Zweifel um alamannische Funde, die noch in die letzte Römerzeit hineinragen.“
Aus der Römerzeit finden sich außer den alamannischen Grabbeigaben keine originären Funde aus dem 1. bis 4. Jahrhundert. „Mit Gewißheit“ nimmt Müller-Ettikon jedoch eine Straße von Zurzach durch Kadelburg nach Gurtweil an – dort wurde eine römische Villa ausgegraben. Den Verlauf der Straße beschreibt der Autor:
„Unter Langenhalden ging sie entlang, dann stieg sie durch einen Hohlweg die Riedhalde hinauf bis zum Langensteinweg, dem sie hundert Meter folgte und dann nicht nach rechts abbog, sondern wieder in einem Hohlweg, dem ‚Karrenweg‘, geradeaus auf die Höhe des Gerberholzes führte. Dort sind noch Steine zu finden, welche die tief eingeschnittenen Geleisspuren aufweisen. Am Stich ist die Straße mit einem Abstand von etwa drei Metern zweibahnig ausgebaut, damit der Gegenverkehr nicht behindert wurde.“ (EME, 18 f.).

### Mittelalter
Hans Matt-Willmatt in der Chronik des Landkreises Waldshut, S. 56:
„In der Karolingerzeit wird ‚Kadoltesburg‘ 876 als Vergabung des im Alb- und Klettgau reich begüterten Gaugrafen Gotsbert an das Kloster Rheinau bereits erstmals erwähnt.“ Egon Gersbach stellte diese Angabe in Frage und es gäbe auch keinen Nachweis für Rheinauer Besitz im Ort. Die Erstnennung wäre demnach die in der Urkunde Karls III. genannte Schenkung im gleichen Jahre 876 an das Kloster Reichenau mit der Namensnennung Kadilburck (siehe oben im Kapitel Namensgebung).
Es sind dies auch die ersten Überlieferungen und nach dem Abzug der Römer um 400 n. Chr.; zur ersten als vorsichtig zu bezeichnenden Landnahme der Alamannen beiderseits des Rheins, sind für die nächsten Jahrhunderte nur allgemeine Beschreibungen möglich, denn direkte Nachrichten aus dem regionalen Umfeld existieren nicht. Um 500 unterlagen die Alamannen mit ihren sporadischen gesellschaftlichen Strukturen den Franken, die sich in Anlehnung an römische Traditionen schon staatsrechtlich und kulturell weit fortgeschrittener organisiert hatten. So mieden die Alamannen römische (Ruinen-)Orte, während die Franken unter den Merowingerkönigen gerade diese ausbauten, da sie geografisch als Verkehrsknotenpunkte oder militärische Bastionen bestanden haben. Fränkische Neugründungen enden meist auf -heim, die älteren alamannischen auf -ingen oder -ikon. Im 6. und 7. Jahrhundert wurde viel gerodet, diese neuen Gewanne waren meist mit der Bezeichnung „Greut“ verbunden.
Gerade in den Schwarzwaldregionen und oft abgelegen lebten die Alamannen jedoch sehr eigenständig und es gab mehrere Versuche, die fränkische Vorherrschaft wieder abzuschütteln. Erst ab 911 ging die oft von selbstständigen Adelsfamilien beherrschte Alemannia im Herzogtum Schwaben auf. Das alte Karolingerreich Karls des Großen war auch in Folge der Erbteilungen unter alle Königssöhne zerbrochen; es folgten die Ottonen, die mehr Stabilität durch die Vergabe der Herrschaft nur an den ältesten Sohn einführten, doch ihre wichtigste Aufgabe war, Gesellschaft und ‚Wehrkraft‘ gegen die Einfälle der ungarischen Reiterheere zu organisieren, die ganze Landstriche entvölkerten und auch dem Hochrhein entlang zogen.
955 gelang es, die Ungarn in der Schlacht auf dem Lechfeld zu besiegen.
Mittlerweile hatten neben dem Adel die Klöster im Alltagsleben der Menschen die Vorherrschaft erlangt.
Dabei kam es zu einer Besonderheit in der ganzen Region, die Kadelburgs Geschichte prägte und vom Umfeld abhob: Die Zugehörigkeit zu Zurzach, das Bestandteil der Eidgenossenschaft wurde.

### Kloster- und Adelsherrschaften
Durch den Karolinger-König Karl III., der das Ostfrankenreich mit der Alamannia beherrschte und das in Kadelburg offensichtlich vorhandene Königsgut an das ihn unterstützende Kloster Reichenau schenkte, war dieses im Ort begütert. Im 12. und 13. Jahrhundert setzen auch die Urkunden wieder ein, deren Altbestand während den Ungarneinfällen und auch – in der Region – durch den Brand Zurzachs 1294 vernichtet worden waren.

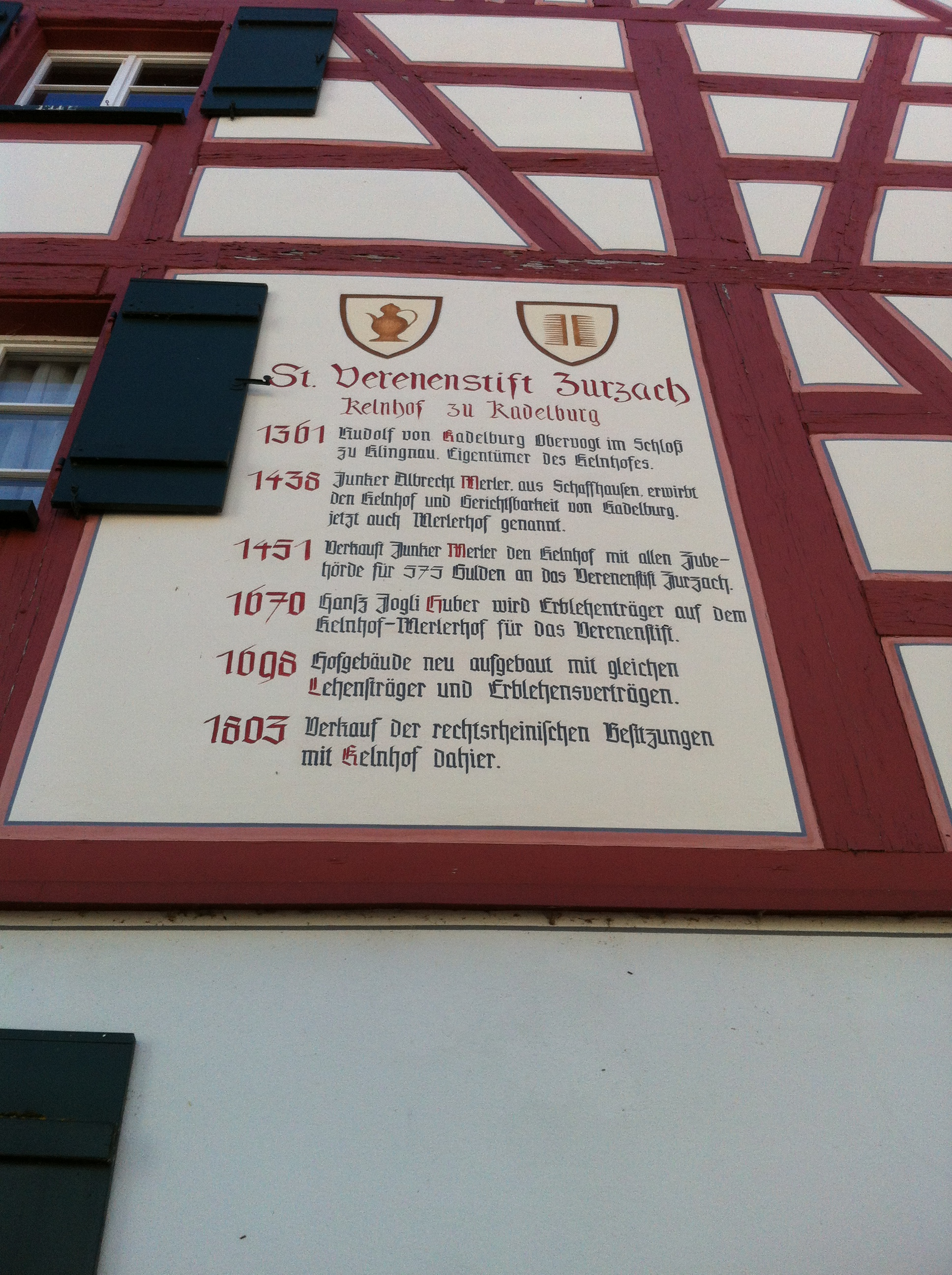
Chronik am Kehlhof

„Der Kehlhof gehörte dem Kloster Reichenau. Die Reichenau war immerhin in ziemlicher Entfernung, und durch den langen Kampf zwischen Kaiser und Papst [im Investiturstreit], in dem es im Gegensatz zu St. Blasien auf der Seite des Kaisers stand, hatte das Kloster viel an Bedeutung verloren. Es verkaufte seinen Besitz zu Kadelburg (nach dem Jahre 1270). Wahrscheinlich war es ein Adliger, der den Kehlhof und mit ihm die niedere Gerichtsbarkeit und die Vogtei erwarb.“ (EME, 27).
Den Fortgang beschreibt Hans Matt-Willmatt: Die Herren von Klingen (1271) „vertauschten ihren Besitz im Dorf an das Kloster St. Blasien“ und die Freiherren von Krenkingen (1294) traten „ihre Kadelburger Güter ebenfalls an St. Blasien“ ab. 1271 wird auch ein „‚Rudolf von Kadelburg‘ genannt, der wahrscheinlich einem niederen Adel angehörte und auf der Burg über dem Dorf seinen Sitz hatte.“
„Im Jahre 1361 ist ein Rudolf von Kadelburg Obervogt des Bischofs von Konstanz und herrscht im Schlosse zu Klingnau über die bischöflichen Abteien Klingnau und Zurzach.“ 1373 bis 1426 sind die Herren von Teiningen als Inhaber der Hohen Gerichtsbarkeit der Herrschaft Kadelburg genannt.
Die Verhältnisse in Kadelburg deuten darauf hin, dass die Zeit nach der Neuordnung durch Rudolf von Habsburg in dessen südlichen ‚Stammlanden‘ vom Ende des 13. Jahrhunderts bis Mitte des 15. Jahrhunderts in Bewegung geriet, bis schließlich die Rückgewinnung der kaiserlichen Macht vom regionalen Adel die klösterlichen Machtbereiche eindeutig begünstigte.

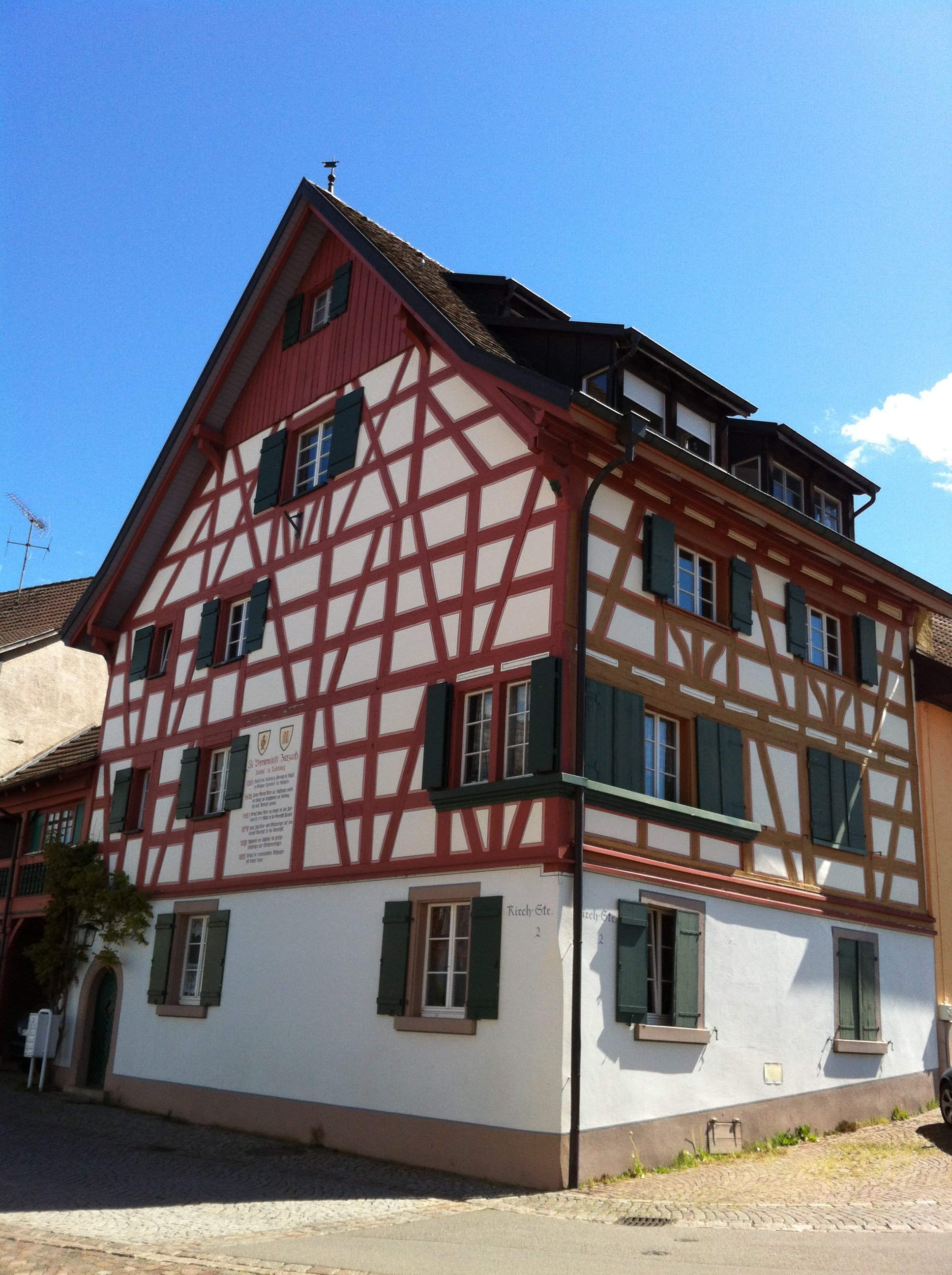
Kadelburger Kehlhof/Kelnhaus, auch Vogtshaus

### Chorherrenstift Zurzach
„Freiherr Johann von Rosenegk verkauft 1410 an Albrecht Merler von Schaffhausen den halben Kelnhof zu Kadelburg. […] Am Bartholomäustag verkauft Albrecht Merler diesen Besitz mit allen Rechten an den Chorherrenstift von Zurzach. Das war ganz im Sinne der Kadelburger, die selbst durch einen jährlichen Zins einen Beitrag zur Kaufsumme leisteten. Über diesen Kauf wurde 1453 vom Bischof zu Konstanz eine Bestätigungsurkunde ausgefertigt.“ (HMW, 56).

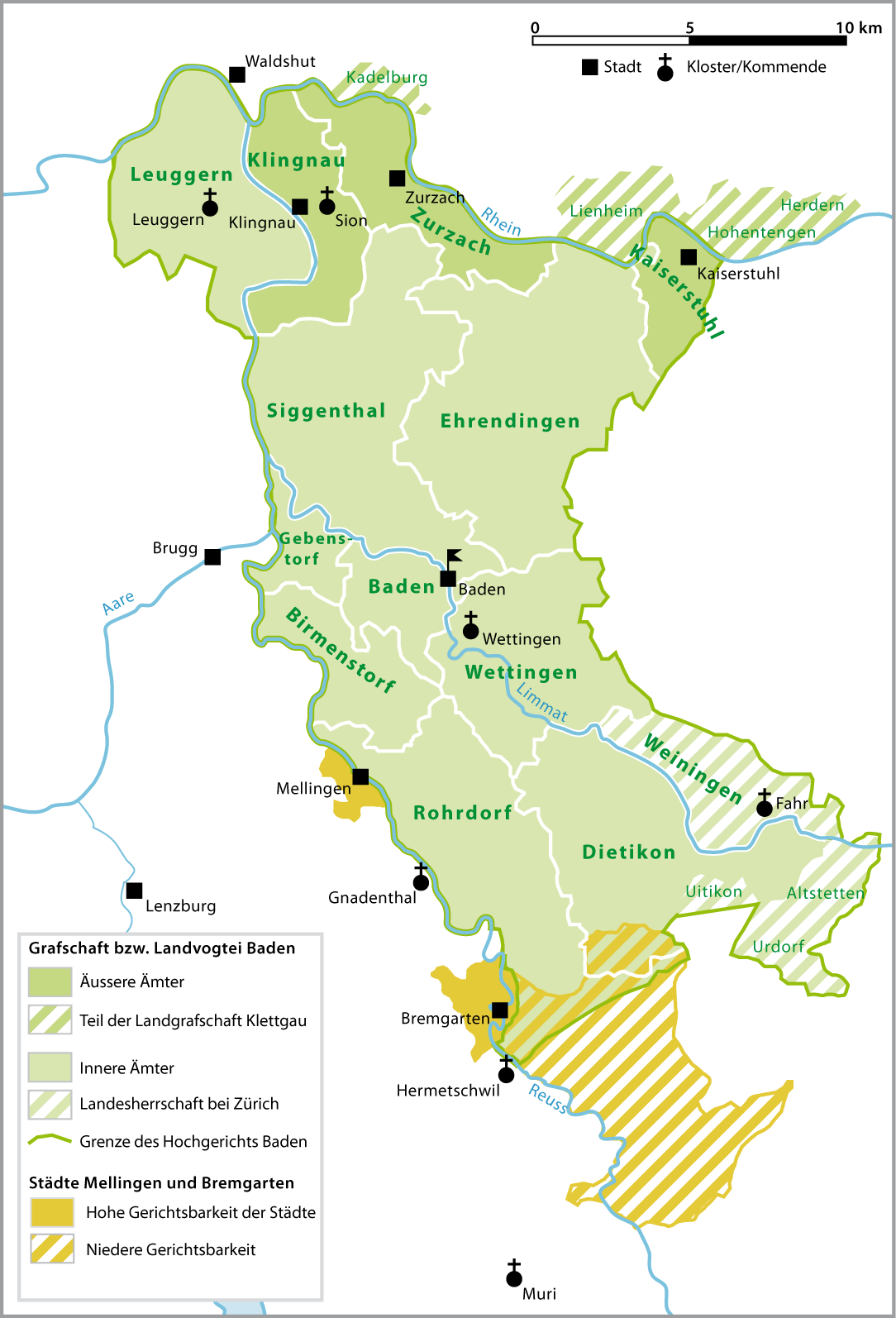
Grafschaft Baden als Teil der Eidgenossenschaft mit Zurzach und der Zugehörigkeit von Kadelburg (15. Jahrhundert)

Auch der Chorherrenstift Zurzach unterstand dem Bistum Konstanz, zum anderen hatte sich südlich des Hochrheins die Eidgenossenschaft entwickelt, die im scharfen Gegensatz zu den Habsburgern stand. Das Klettgauer Machtzentrum, die Küssaburg, ging 1497 vom Bistum Konstanz in die Hand der Grafen von Sulz als neue Herren der Landgrafschaft Klettgau. Ebenso ging die Grafschaft Baden mit Zurzach in die Verwaltung der Eidgenossen.
Die Gegensätze entluden sich auf kriegerische Weise, die Kadelburger gerieten zwischen die Fronten:
„Im Schwabenkrieg 1499 zogen die Kadelburger mit den Zurzachern unter dem Fähnlein der Grafschaft Baden vor die Residenz der Sulzer, die alte Klettgaustadt Tiengen, die völlig zerstört wurde.“ Der Frieden zu Basel vom 22. September 1499 beendete den Krieg zwischen den Machtzentren, doch Graf Rudolf V. von Sulz nahm für die Zerstörung Tiengens „unnachsichtig Rache. Für die den Schweizern geleistete Hilfe wurde als erstes Dorf im Klettgau Kadelburg geplündert und verbrannt.“
Die Züricher Besatzung in Zurzach tat nichts, um dem Verderben Einhalt zu gebieten – es kam zu heftigen Auseinandersetzungen, ausgehend vom Probst des Stifts, doch militärische Hilfe wurde nicht gewährt, die Kadelburger flohen über den Rhein. „Das Stift Zurzach, dem sich Kadelburg seit Menschengedenken verbunden fühlte, half die große Not lindern. Die Zerstörung des Dorfes hat den Bewohnern wohl auch den Mut genommen, sich im Bauernkrieg besonders hervorzutun.“ (HWM, 56).
Um das Dorf gab es noch jahrzehntelang Streit, da die Chorherren sich nach der Wiederherstellung 1519 entschlossen, den Ort „um 420 Gulden pfandweise an den Grafen Rudolf von Sulz abzutreten.“ Die Kadelburger wandten sich an die Eidgenossenschaft, die an ‚Brückenköpfen‘ interessiert war und nach langem Hin- und Her – es ging auch um das Geld –, verzichtete nach dem Tod des Grafen Rudolf 1535 der Sohn „Hans Ludwig, Graf von Sulz, Landgraf im Klettgau und des Reichs Hofrichter in Rottweil, vom Kauf seines Vaters Abstand zu nehmen und den Kaufpreis samt sechsjährigen Zinsen zurückzunehmen.“ 1541 erwarb das Stift die niedere Gerichtsbarkeit in Kadelburg und war damit und „durch die Wallfahrt zum Grab der hl. Verena und die Zurzacher Märkte mit dem rechtsrheinischen Ufer in besonderer Weise verbunden.“ Und „allmählich besserte sich das Verhältnis zwischen Stift und Kadelburgern, und diese blieben 300 Jahre lang, abgesehen von etlichen Reibereien, ihre ‚lieben und getreuen‘ Untertanen.“ (EME, 36 ff.).

## Neuzeit
Der Hintergrund und mithin auch der Grund für das Hin- und Her um die Besitzverhältnisse war die Reformation, die sich in und durch die Krise der katholischen Kirche mit ihrer Verweltlichung und entsprechenden Missständen verbreitet hatte.
Zuerst überwogen die Neuerungen das Beharrungsvermögen des „alten, katholischen Glauben“ und durch die starke Bewegung in der nahen Eidgenossenschaft „stimmte die die Kirchengemeinde Zurzach am 24. August 1529 ab und entschied sich gegen nur sieben Stimmen für die neue Lehre. Von den Kadelburgern war keiner, der dagegenstimmte.“ Dem Wunsch nach einem neuen Prediger wurde in Zürich entsprochen. Die Kirchen wurden ausgeräumt und es wird „berichtet, daß die Kadelburger auch ihren Bildersturm hatten.“
Am 11. Oktober 1531 wurde der Züricher Reformator Huldrych Zwingli nach Gefangennahme in der Schlacht bei Kappel getötet. Die Gegenreformation siegte; dennoch musste eine Spaltung in Glaubensfragen anerkannt werden, da das den anderen eidgenössischen Orten unterlegene Zürich durchaus eine Macht blieb.
Der Landvogt der eidgenössischen Grafschaft Baden kam „mit dem stiftischen Obervogt und großem Gefolge nach Kadelburg geritten. […] Nach Ermahnungen, Einschüchterungen und Versprechen wurde abgestimmt: Zum großen Verdruß des Landvogts ergab sich dennoch ein Mehr für die Beibehaltung des neuen Glaubens. Aufgrund des Landfriedens durften die Kadelburger also fernerhin zu dem Prädikanten, wenn einer da war, nach Zurzach in die Kirche gehen.“
Dies führte zu vielerlei Problemen, doch erhielten die Kadelburger einer Entscheidung der Eidgenossenschaft, dass sie nicht mehr gegen ihren (Abstimmungs-)Willen gezwungen werden können; doch war auch den Anhängern des katholischen Glaubens ihre Freiheit zugesichert. „Doch das ganze 16. Jahrhundert war erfüllt von der Glaubensauseinandersetzung.“ (Zitate im Kapitel: EME, 40 bis 48, 61).

### Dreißigjähriger Krieg
Die religiösen Auseinandersetzungen verbreiteten sich auf europäischer Ebene und vermischten sich mit der Machtpolitik zahlreicher Staaten. 1610 vorausgegangen war am Hochrhein eine Pestepidemie und 1632 kam der Krieg ins Land. Im Oktober 1633 fielen die katholischen Kaiserlichen, „denen gesagt worden war, dass die Kadelburger Ketzer wären, über das Dörflein her, mordeten, plünderten und brandschatzten. Was konnte, setzte sich in einen Weidling und floh über den Rhein. Drüben wimmelte es von Flüchtlingen aus dem rechtsrheinischen Gebiet. Zeitweise zählte man deren in Zurzach allein 1400 Mann.“ Danach stellten die Eidgenossen den Kadelburgern „einen Sicherheitsbrief – eine salva guardia – aus. […] In all diesen Wirren, Raubzügen und Kriegen nach dem großen Krieg ging es den Kadelburgern unvergleichlich viel besser als ihren [rechtsrheinischen] Nachbarn. Die schweizerischen Ehrenzeichen prangten fortan dauernd an allen Zugängen und hielten vorüberziehende Truppen von Plünderungen ab.“ (EME, 63 f.).

### 18. Jahrhundert
Nach dem Tod des 1687 Grafen Johann Ludwig II. von Sulz, der ohne männlichen Erben blieb, aber beim Kaiser in Wien erreicht hatte, dass „die Herrschaften Tiengen und Küssenberg durch kaiserliche Gnaden nun auch an weibliche Erben fallen durften“, ging die Landgrafschaft durch die Heirat seiner ältesten Tochter an das Haus Schwarzenberg. Für die Fürsten von Schwarzenberg waren diese Herrschaften jedoch nur kleine Territorien in ausgedehntem Besitz, der sich in Böhmen (Krummau) konzentrierte, dazu kam ihr Hofamt in Wien. Die Fürsten sahen sich als Anhänger der Aufklärung, von Vernunft und rationalem Denken, und so wich die gräfliche Willkür allmählich einer auf dem Ordnungswege handelnden „Regierung“.
Zudem erschien ‚Schulbildung‘ immer wichtiger, doch waren die Verhältnisse noch immer ‚mittelalterlich‘ geprägt und es fehlte der Sinn für Reform oder gar tiefgreifende Veränderung. So erfolgte der notwendige ‚Umsturz‘ auf dem Wege des Krieges, ausgehend von der Französischen Revolution 1798, die in ihrem Gefolge die Kriegszüge Napoleons über ihre Nachbarn brachte.

### 19. Jahrhundert
Die Neuerungen der Franzosen kamen mit einem Truppeneinmarsch und dagegen einen Feldzug der Österreicher, die für die Bevölkerung beiderseits des Rheins „Einquartierungen, Requisitionen, Kontributionen, Diebstähle, Mißhandlungen“ bedeuteten, in der Folge Hunger und Armut. Napoleon, der „Erbe der Revolution […] wurde die entscheidende Kraft, welche das Schicksal der Völker und der Staaten Europas bestimmte […]; er räumte auf mit den unzähligen Zwergstaaten am Oberrhein“ und hob den „weltliche[n] Besitz der Bistümer, Stifte und Klöster“ auf. Es gab keine hohe und niedere Gerichtsherrlichkeit mehr und die Zugehörigkeit Kadelburgs zur Pfarrgemeinde Zurzach wurde schließlich durch den Bau der beiden Kirchen im Dorf beendet. (EME, 66 ff.).

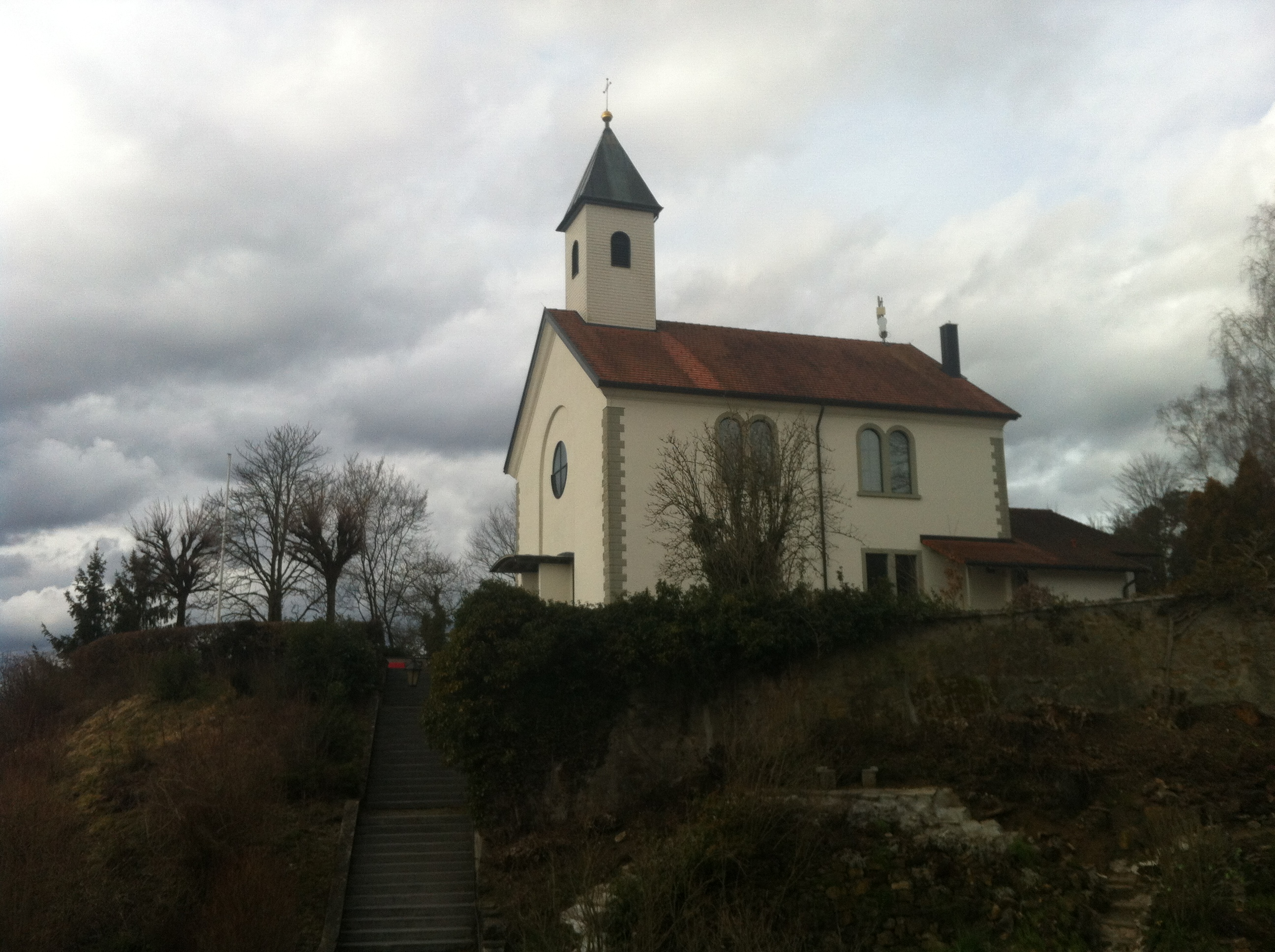
Evangelische Bergkirche auf dem „Bürglen“

Zur Entwicklung von der Säkularisierung bis zum Herrschaftsübergang an das Großherzogtum Baden und die Zehntablösung siehe: Das 19. Jahrhundert in der Raumschaft Küssenberg.
Als die evangelische Kirche im Jahre 1832 gebaut wurde, waren noch zwei Drittel der Gemeinde evangelisch. […] 1911 waren es aber schon 254 Evangelische und 284 katholische Einwohner. Und im Jahre 1946 zählte man 304 Evangelische und 546 Katholiken in der Gemeinde. (EME, 50).

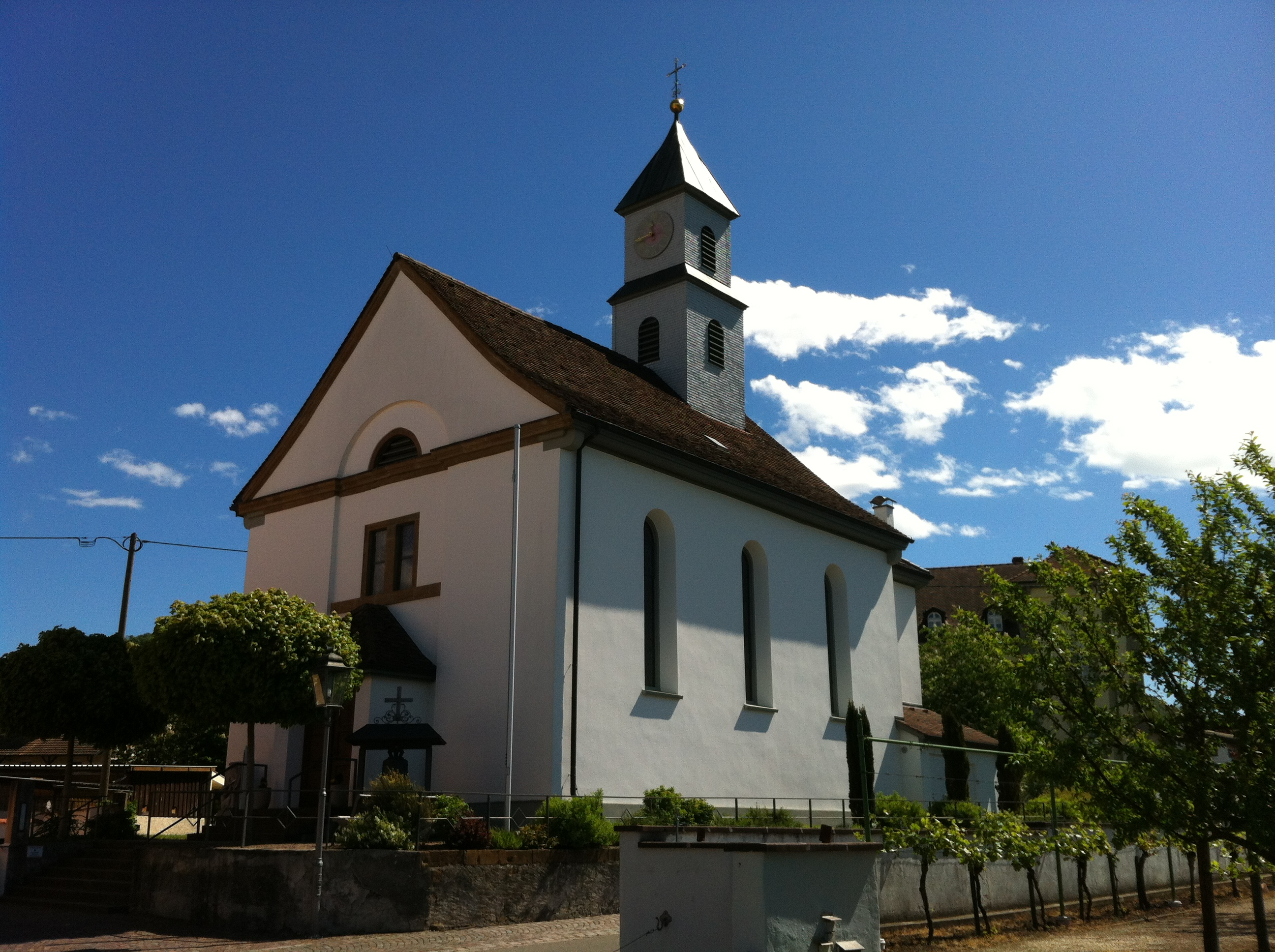
Katholische Kirche St. Martin

## Katholische Kirche St. Martin
„Im Jahre 1809 wurde die katholische Pfarrei Kadelburg errichtet. Die katholische Pfarrkirche ist 1820 erbaut und hat den heiligen Martin zum Patron. (11.11.).“ (Mayer, 203).
Eingeweiht wurde die katholische „Kirche von Weihbischof Vicari aus Freiburg (das Bistum Konstanz war mittlerweile aufgelöst worden).“ (EME, 80).

### Übernahmen vom Kapuzinerkloster Waldshut

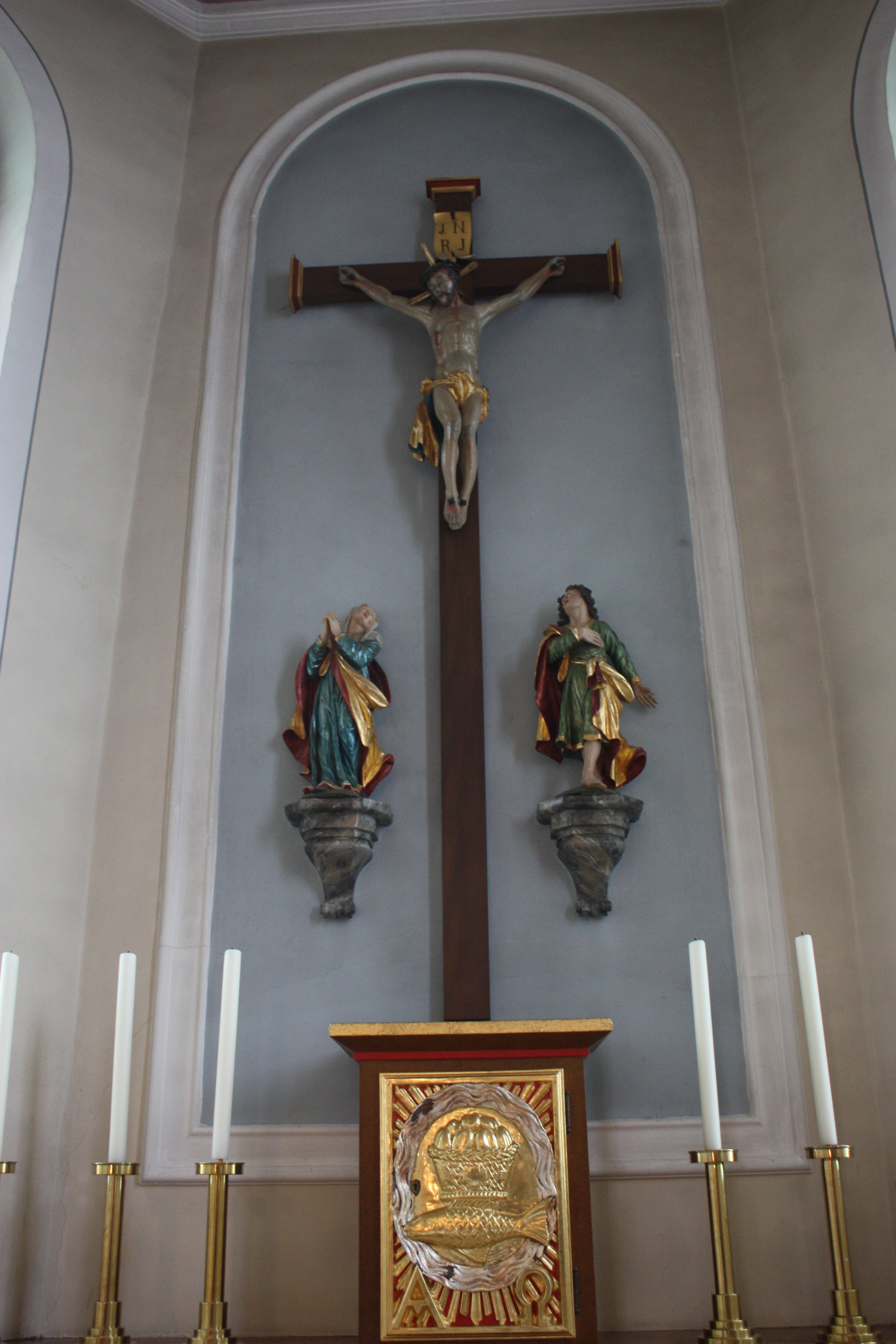
Kreuzigungsgruppe mit dem Kreuz der Väter Kapuziner, heute in St. Martin in Küssaberg-Kadelburg

Die Ausstattung der Kadelburger Kirche verdankt viele Werte der Auflösung des Kapuzinerklosters Waldshut am 7. November 1821. Am 19. Dezember 1821 wurden die Kirchengerätschaften öffentlich in Waldshut versteigert.
Die 148 Pfund schwere Glocke des Waldhuter Kapuzinerklosters, 1731 vermutlich in der Gießerei der Waldshuter Familie Grieshaber gefertigt, mit den Bildnissen des gekreuzigten Heilands und Maria Empfängnis über der Umschrift S. Antonius Pater Capucinorum. wurde auf der Versteigerung vom 19. Dezember 1821 von der Gemeinde Kadelburg für die neu errichtete Pfarrkirche St. Martin erworben. Sie ging bei einer Metallkonfiskation nach der Vierten Verordnung vom 4. März 1940 zur Erfassung von Nichteisenmetallen verloren. Sie ist nicht unter den aus Hamburg nach dem Krieg zurückgeführten Glocken der Region aufgelistet.

### Ausstattung der Laienkirche
Die Gemeinde Kadelburg erwarb 1821 für ihren Kirchenneubau nicht nur das Geläut, sondern auch wichtige Teile des Skulpturenprogramms des Kapuzinerklosters Waldshut sowie dessen Taufstein. Das Kreuz der Väter Kapuziner ist heute als Kreuzigungsgruppe mit erneuerten Balken über dem Altar der Kirche St. Martin in Kadelburg flankiert von den Statuen der Mutter Maria und des Jüngers Johannes angebracht. Der ursprüngliche Standort über dem Chorgitter zwischen Laienkirche und Psallierchor und die ehemalige Anordnung ergeben sich aus Blatt 13 der Architectura Capucinorum im Codex Don. 879. Bei Marin Gerbert findet sich die Angabe, dass die Väter Kapuziner das Kreuz bei feierlichen Anlässen mitführten.
Der schlichte achteckige Taufstein aus Sandstein mit erneuertem Fuß in St. Martin wird durch einen oktogonalen mit dem IHS einlegten Deckel verschlossen. Der originale Deckel ist eine typische Arbeit der Waldshuter Feinlein-Werkstätte aus den 1680er Jahren. Lediglich das Schlüsselblech stammt aus den 1820er Jahren.
St. Martin in Kadelburg wurde in den letzten Jahrzehnten mehrfach umgebaut und unter Substanzverlust schlichter gestaltet.

## 20. Jahrhundert

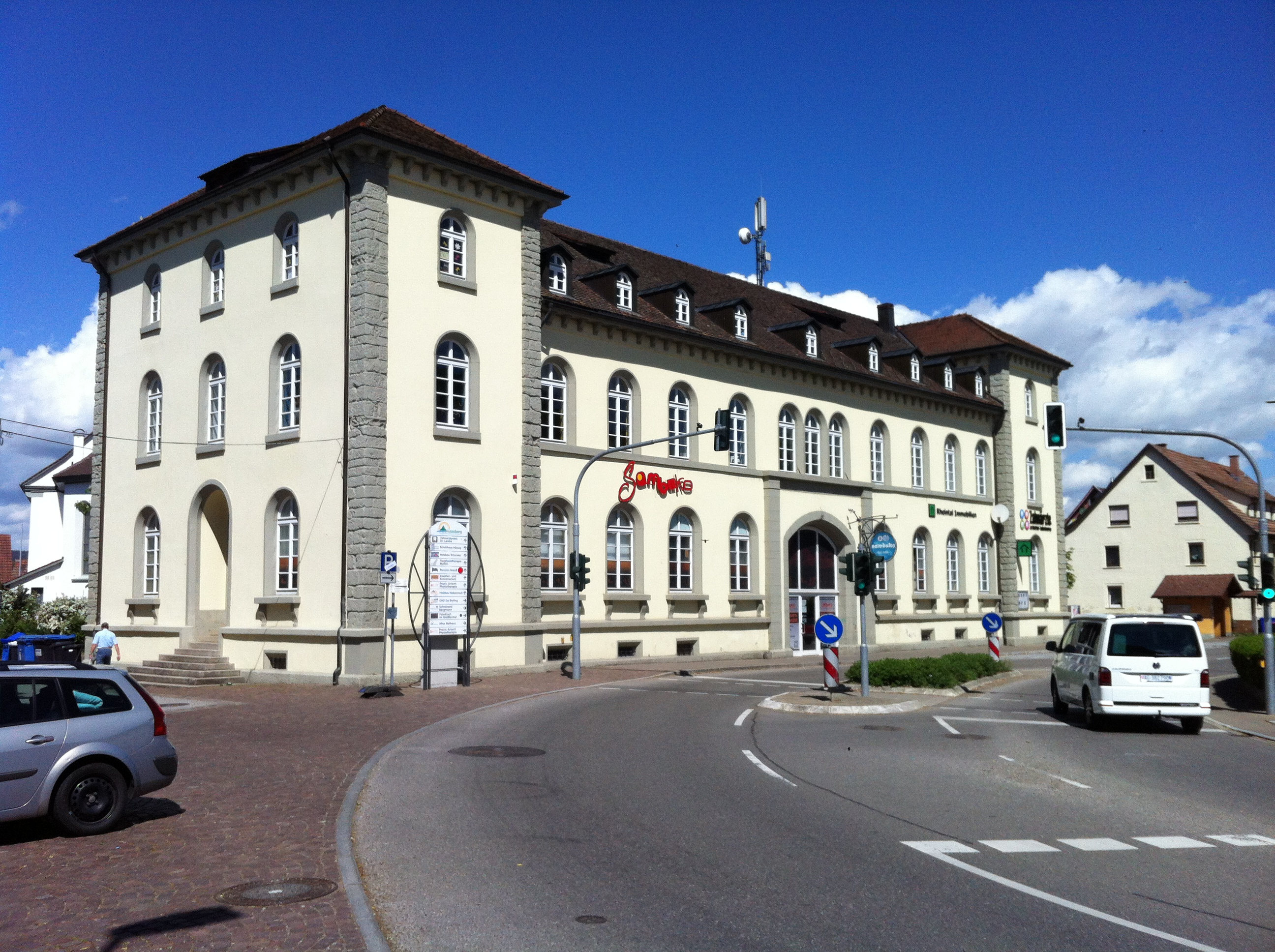
Zollhaus

„Im Weltkrieg 1914–18 hatte Kadelburg den schweren Verlust von 14 Gefallenen und 1939–45 von 37 Gefallenen und 12 Vermißten.“ (HWM, 56).
Am 1. Januar 1973 wurde Kadelburg in die neue Gemeinde Küssaberg eingegliedert.

## Sagen und Legenden
Quer zu allen wissenschaftlichen Betrachtungen der Heimatforschung – „Homburg heißt ‚hohe Burg‘. Eine mittelalterliche Burg befand sich jedoch dort ebensowenig wie in Kadelburg.“ (EME, 152), opponiert eine alte Sage:

### Schatz und Spuk im Schloss Homburg
„Nicht weit vom Zusammenfluß der Wutach und Schlücht stand vor Zeiten das Schloss Homburg, von dem jetzt nur noch wenig Gemäuer übrig ist. In dem Schlosse hauste ein Ritter, welcher aus Kirchen und Klöstern einen großen Schatz zusammenraubte und ihn in dem unterirdischen Gang verbarg, der von der Burg auf das Schloss Küssaberg führte. Dort liegt derselbe noch heute in den Höhlen der Teufelsküche, und alle hundert Jahre erscheint in der Fastenzeit die Tochter des Ritters, um jemand zu finden, der den Schatz hebe und dadurch sie und ihren Vater erlöse. Sie ist ein wunderschönes Fräulein mit goldgelben Haaren, nach den einen ganz wie ein Mensch, nach den andern unten wie ein Fisch gestaltet. Häufig badet sie in der Wutach oder sonnt, wäscht und kämmt sich an deren Ufer. Zu einem Fischer, welcher nachts in dem Flusse zu fischen pflegte, kam sie öfters und sprach zu ihm: ‚Gehe mit mir zu dem Schatze, berühre die Kiste, worin das Geld liegt, dann muß der Böse weichen und du erhältst all den Reichtum und erlösest mich und meinen Vater miteinander.‘ Nach mehrmaligem Weigern folgte er ihr endlich; aber kaum war er unten, so trieb ihn die Angst wieder zurück. Mit Bewilligung des Fräuleins nahm er das nächste mal einen Kapuziner von Waldshut mit hinab. In der ersten Höhle, in die sie kamen, befand sich nichts von besonderem Werte. In der zweiten fanden sie kostbares Kirchengerät nebst einem goldenen Kegelspiel. In der dritten war der Hauptschatz: eine große Eisenkiste voll Gold. Auf derselben lag aber ein schwarzer Pudel mit glühenden Augen und spie Feuer. Bei diesem Anblick fiel der Fischer in Ohnmacht, worauf der Kapuziner ihn hinaus in's Freie brachte; das Fräulein aber klagte, daß sie mit ihrem Vater nun wieder hundert Jahre lang unerlöst bleiben müsse. In dem Schloßgemäuer sind schon nachts geharnischte Männer zu Pferd und schön gekleidete Ritterfrauen gesehen worden.“ (Mayer, 230 f.).
- Wissenschaftlich angemerkt werden kann, dass das Berauben von Klöstern und Kirchen durch Ritter am ehesten in das Interregnum datierbar wäre – der anarchischen, kaiserlosen Zeit –, also ab 1250; eine Zeit, in der auch der Minnesang seine Blüte hatte: mit Rittertöchtern und schön gekleideten Ritterfrauen; einem Zeitalter früher ‚Emanzipation‘ zumindest der höhergestellten Frauen. Bemerkenswert der Kapuziner aus Waldshut – sicher schon mehrfach hundert Jahre später: Das Kapuzinerkloster Waldshut wurde 1654 gegründet. Da die „hundert Jahre“ nicht zu genau genommen werden dürfen, sollte die Rittertochter ab 2020 wieder erscheinen können.

### Der Rifhauser Bauer

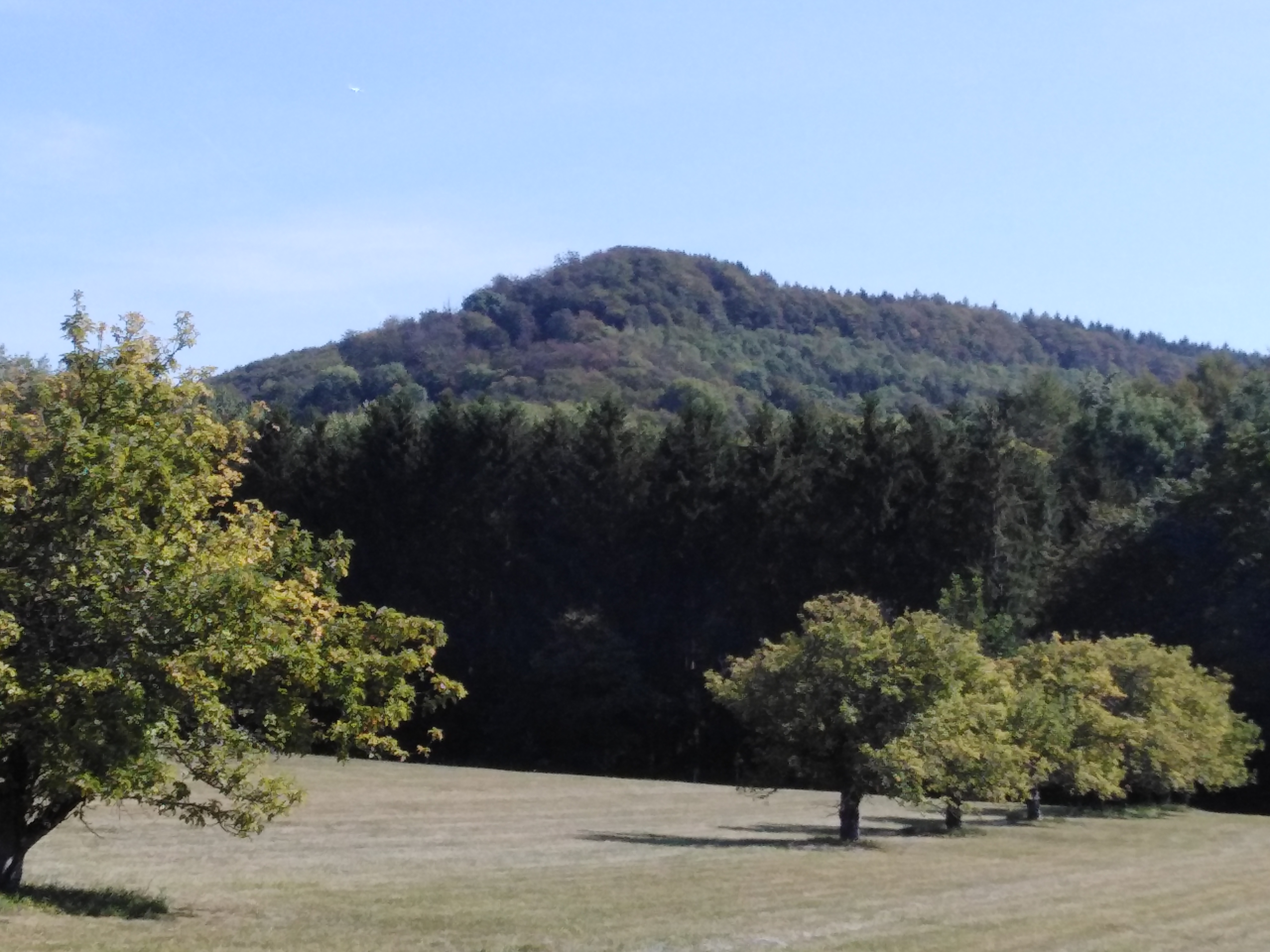
Vom Gipfel aus rechts lag Riffhausen

„Der Rifhauser Bauer besuchte täglich die Messe bei den Chorherren der Verenakirche im benachbarten Zurzach. Weil er ein frommer Mann war, so hatte er von Gott die Gnade erhalten, trockenen Fußes über den Rhein gehen zu können. Eines tages stieg er wieder den Berg hinaunter. Da er müde war, so zog er einen Rebpfahl aus einem fremden Grundstück heraus, und schritt, sich auf denselben stützend, dem Strome zu, sank aber ein. Da steckte er den Pfahl an seine alte Stelle und gelangte nun wieder wie vorher nach Zurzach. Zum Dank dafür stiftete er das silberne Vesperglöckchen in die dortige Verenakirche.“ (Mayer, 231).
Wissenschaftlich angemerkt: Der Bauer hätte zwar auch die Kadelburger Fähre nehmen können, doch hätte er somit nicht gradlinig vom Berg nach Zurzach gehen können, sondern einen Umweg machen können; zudem wären die täglichen Fährkosten durchaus ins Gewicht gefallen.
- „Riffhausen war eine selbstständige Gemarkung zwischen Kadelburg und den Talgemeinden (= Dangstetten, Rheinheim, Reckingen), vom Friedhag der Sulzer umgeben. Sie gehörte zum Zehntbezirk des Verenastifts. […] Riffhausen ist heute eine Wüstung = ein aufgegebener Siedlungsplatz. Der Name geht auf die kelto-romanische Zeit zurück. Rovina wird zu Rüffi und bedeutet Bergrutsch.“: Rüffenhausen, Rievenhausen, Riffenhusen (15. Jahrhundert). Der Autor merkt an, dass „Ripahusen (1282“) erstmals erwähnt wurde. (EME, 152 f.).